# 메카니카
메카니카(Mechanica, 라틴어: Mechanica sive motus scientia analytice exposita; 1736)는 수학자 레온하르트 오일러에 의하여 2권으로 출판된 저작으로 운동을 지배하는 수학을 분석적으로 설명하고 있다.
오일러는 분석 기술을 개발하고 이를 역학의 수많은 문제에 적용했는데, 특히 후기 출판물에서의 변분법에 의한 미적분이 주목된다. 오일러의 운동 법칙은 갈릴레오와 뉴턴의 과학적 법칙을 기준 좌표계와 좌표계의 점으로 표현하여 문제나 예제의 설명이 원본과 약간 달라질 때의 계산에 유용하다.
뉴턴-오일러 방정식은 강체의 역학을 표현한다. 오일러는 특히 중력 이외의 주제에서 뉴턴 역학의 부상에 기여한 것으로 알려져 있다.